# 250
250 (CCL) var ett normalår som började en tisdag i den julianska kalendern.

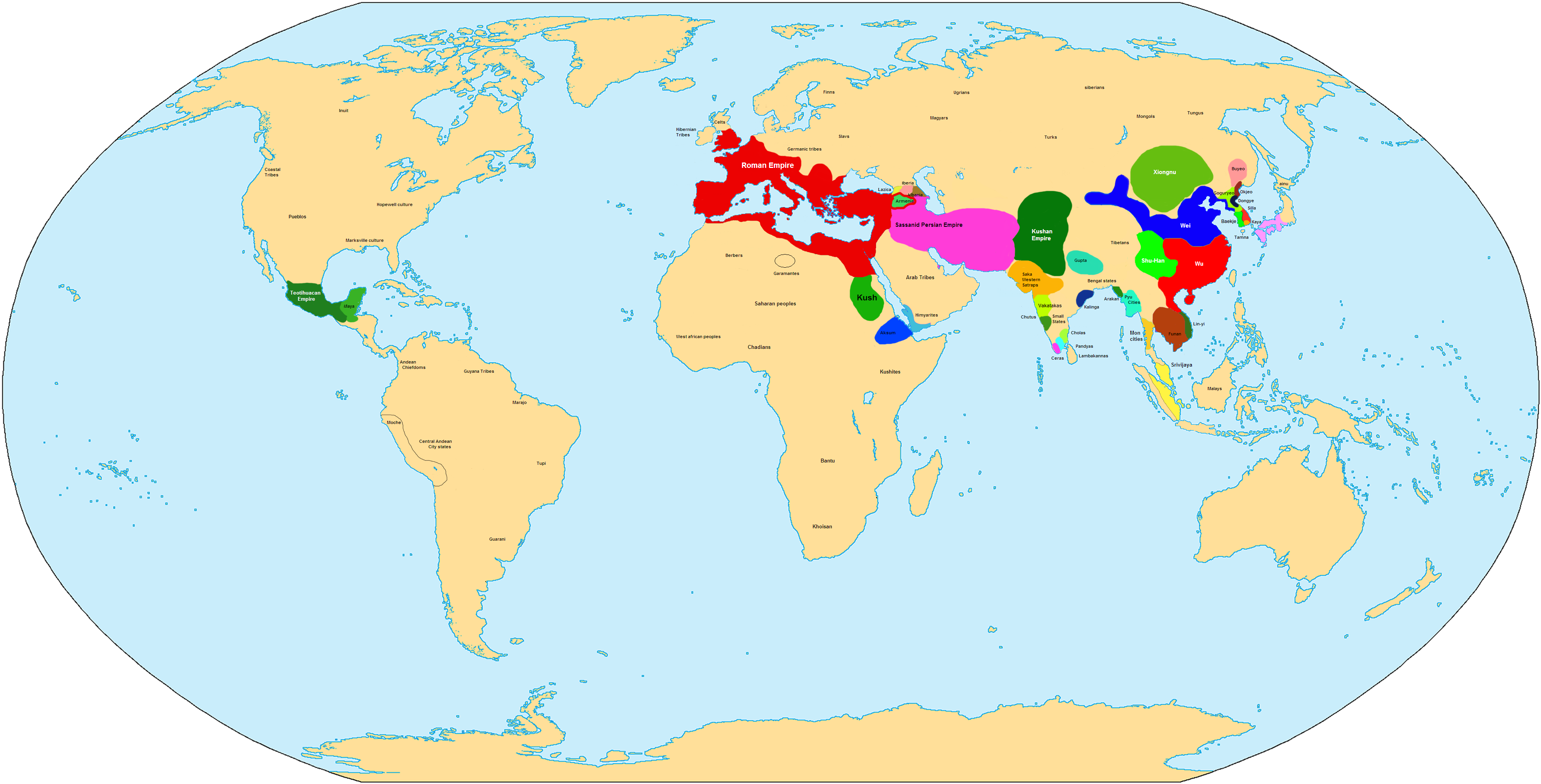
Världen år 250.

## Händelser

### Okänt datum
- En grupp franker intränger i Romarriket så långt som till Tarragona i nuvarande Spanien (omkring detta år).
- Goterna invaderar Moesia.
- Alemannerna driver bort romarna från nuvarande Donau-Ries.
- Diofantos skriver Arithmetica den första systematiska avhandlingen om algebra.
- En pestepidemi börjar i Egypten och sprider sig genom Romarriket.
- Det afrikanska kungariket Aksum tar kontrollen över handeln på Röda havet.
- Kofuneran inleds i Japan.
- Teotihuacán (i nuvarande Mexiko) byggs om till ett kosmogram med fyra kvarter av zapotekiska arkitekter hämtade från Monte Albán i Oaxaca.

## Födda
- 31 mars – Constantius I Chlorus, romersk kejsare 293–305, far till Konstantin den store (född omkring detta år)
- Maximianus, romersk kejsare 286–305 (född omkring detta år)
- Licinius, romersk kejsare (född omkring detta år)
- Carinus, romersk kejsare 283–285 (född omkring detta år)
- Arius, kristen präst och grundare av arianismen

## Avlidna
- 20 januari – Fabianus, påve sedan 236
- Ambrosius av Alexandria, kristen författare (död omkring detta år)
- Sankta Denise, kristen martyr och helgon